# Người Thổ Gia
Người Thổ Gia (土家族 Thổ Gia Tộc, bính âm: Tǔjiāzú; tên tự gọi: Bizika, 毕兹卡 Tất Tư Ca), là dân tộc đông dân thứ 6 trong tổng số 56 dân tộc được công nhận chính thức tại Cộng hòa Nhân dân Trung Hoa. Họ sinh sống ở Dãy núi Vũ Lăng, trên ranh giới giữa 4 tỉnh thành là Hồ Bắc, Hồ Nam, Quý Châu và Trùng Khánh.
Tên người Thổ Gia tự gọi mình là Bizika có nghĩa là "người địa phương" trong Tiếng Thổ Gia. Thổ Gia đối nghịch với từ Khách Gia, tuy nhiên người Khách Gia là một phân nhóm của người Hán.

## Lịch sử hiện đại

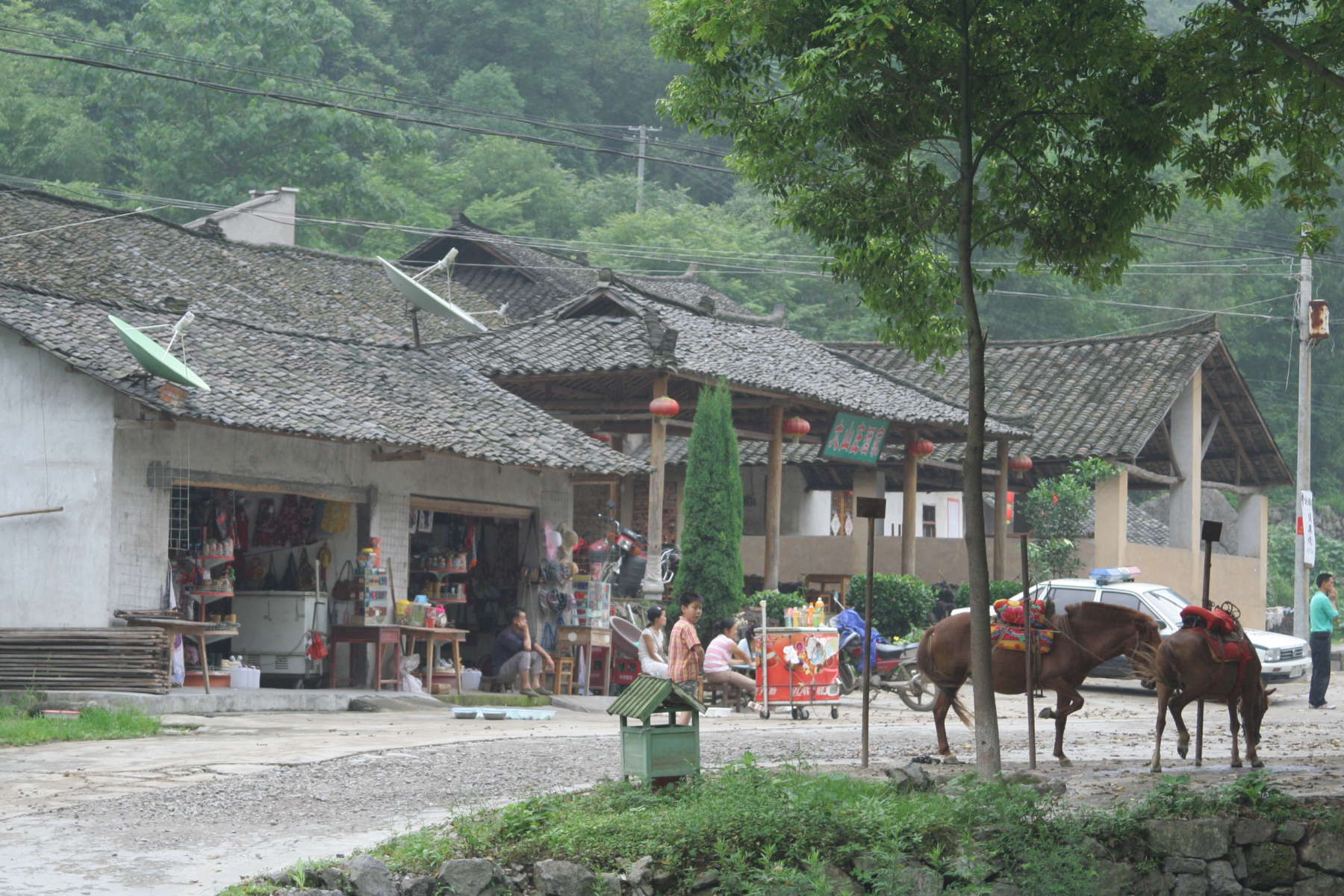
Một ngôi làng Thổ Gia tại Nghi Xương